# Sutton-Alpine
Sutton-Alpine – jednostka osadnicza w Stanach Zjednoczonych, w stanie Alaska, w okręgu Matanuska-Susitna.